# Natterung

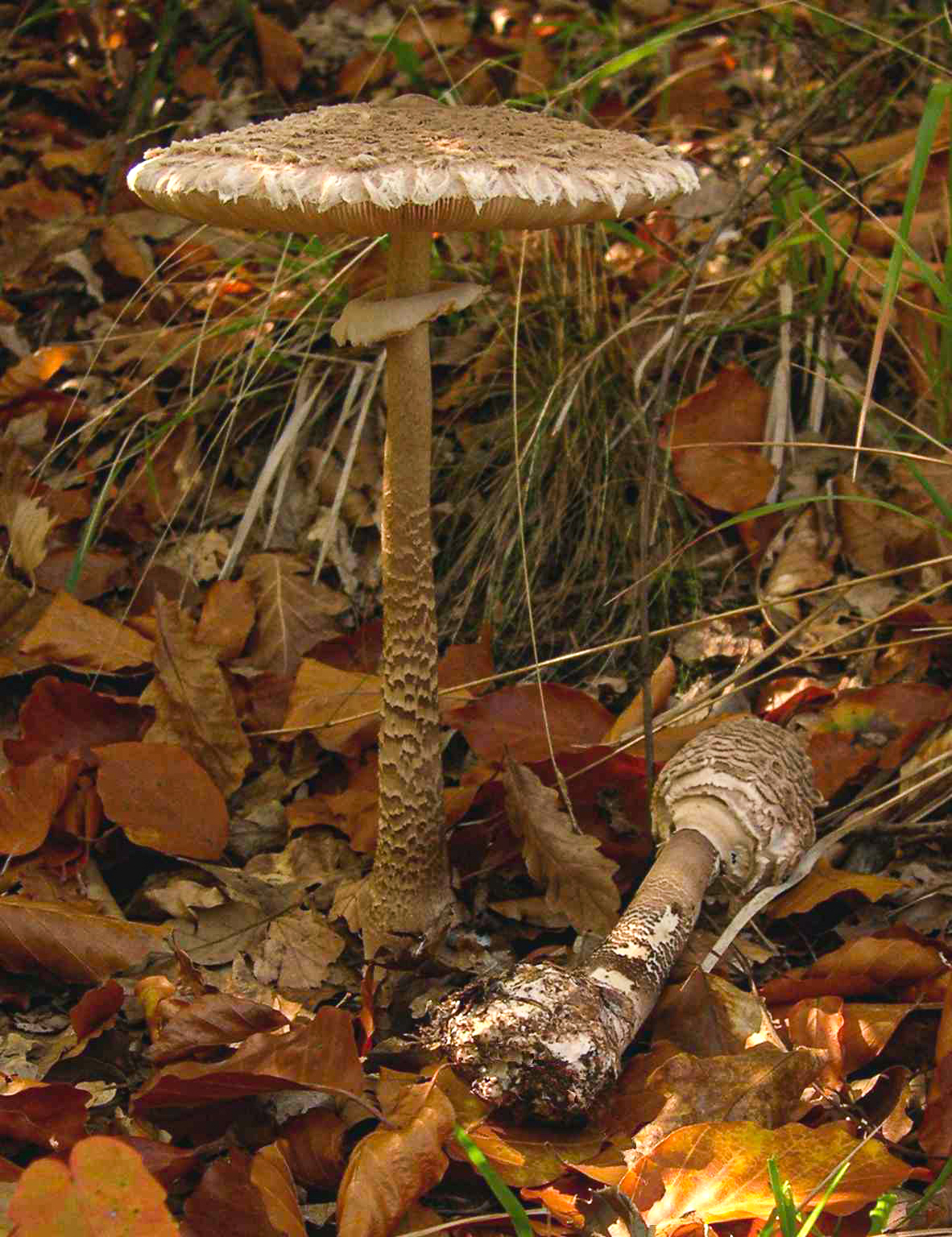
Parasol mit deutlicher Natterung an der unteren Stielhälfte

Von einer Natterung spricht man in der Mykologie bei einer unregelmäßigen Zeichnung des Pilzstiels oder -hutes, die sich in zickzackartigen, horizontal um den Stiel verlaufenden Bändern zeigt und so an die Hautzeichnungen von Nattern erinnert. Sie entsteht in der Regel durch Aufreißen des Velums oder oberer Hautschichten, die dann als dunklere Reste an der Oberfläche verbleiben. 

Diese Eigenschaft ist ein wichtiges Charakteristikum bei der Bestimmung von Pilzen.